# کواگ هیه-جونگ
کواگ هیه-جونگ (انگلیسی: Kwag Hye-jeong؛ زادهٔ ۱۶ مهٔ ۱۹۷۵) بازیکن هندبال اهل کره جنوبی بود.
از افتخارات وی میتوان به کسب مدال نقره در بازی‌های المپیک تابستانی ۱۹۹۶ اشاره‌کرد.